# Polly Wiessner
Pauline “Polly” Wilson Wiessner (* 1947) ist eine US-amerikanische Sozialanthropologin. Sie lehrt und forscht als Professorin an der University of Utah und der School of Human Evolution and Social Change der Arizona State University.

## Leben und Werk
Wiessner schloss 1969 ihren Bachelor in Kreativem Schreiben am Sarah Lawrence College in Yonkers (New York) ab. Sie wurde 1977 an der University of Michigan zum Ph.D. in Anthropologie promoviert. Von 1981 bis 1996 war sie wissenschaftliche Mitarbeiterin der Forschungsstelle für Humanethologie am Max-Planck-Institut für Verhaltensphysiologie in Andechs/Seewiesen (Bayern). Daneben beriet sie die schwedische Behörde für Entwicklungszusammenarbeit Sida zu einem Projekt für Kinderernährung in Vietnam (1983–84) und die Europäische Kommission zur Situation von Regenwaldbewohnern (1992–93). Von 1992 bis 1995 lehrte sie als Gastdozentin an der Ludwig-Maximilians-Universität München. 
Sie forschte 1996 an der sozialwissenschaftlichen Abteilung der Universität von Namibia und betreute 1996/97 Masterstudenten des von WWF und USAID finanzierten Programms Living in a Finite Environment (LIFE). Von 1998 bis 2000 hatte sie zunächst eine Gastprofessur an der University of Utah, die dann bis 2016 zu einer regulären Professur in der Abteilung für Anthropologie verstetigt wurde. Von 2004 bis 2016 leitete sie als Ko-Direktorin den interdisziplinären Studiengang Health, Society and Policy der Universität. Seit 2016 ist sie als Forschungsprofessorin weiterhin an der University of Utah tätig, parallel lehrt sie in Teilzeit an der Arizona State University.
Polly Wiessner hat sich über 40 Jahre in Feldforschung mit dem Sozialleben der San in der Kalahari beschäftigt, insbesondere mit dem als Hxaro bezeichneten Tauschhandel. In dieser Zeit hat sie die patriarchale Gemeinschaft in der Umstellung vom Hackbau zur gemischten Feldwirtschaft begleitet, die von sozialen Spannungen geprägt war und für ihre eigene Sicherheit spezielle Sicherheitskonzepte notwendig machte. Ein weiterer Schwerpunkt ihrer Arbeit lässt sich unter der Bezeichnung Anthropology of the night zusammenfassen, Studien zu Gesprächen beim Lagerfeuer über Zugehörigkeiten bei Sozialen Netzwerken, Verwandtschaftsbeziehungen oder die Bedeutung von sozialintegrativen Institutionen für die Zusammenarbeit in der Gemeinschaft.
In der Enga Province in Papua-Neuguinea untersuchte sie Rituale, Tauschwirtschaft und Kriegsführung. Aktuell beschäftigt sie der Zusammenbruch traditioneller Lebensweisen und Kultureinrichtungen durch den Einfluss moderner Technologien und schnellen wirtschaftlichen Wandels. Zudem hat sie auch zum Erhalt der Kultur beigetragen, indem sie Lehrbücher für den Schulgebrauch geschrieben hat, in denen sie der örtlichen Bevölkerung ein Bewusstsein für die eigenen Wurzeln aufzeigt. Sie hat damit die Aufnahme der Kulturgeschichte in den Lehrplan seit 2019 ermöglicht. Sie erhielt dafür die Queen’s Jubilee Medal von Papua-Neuguinea.
Wiessner hat zahlreiche Berichte über ihre Arbeiten sowie vier Bücher zu diesen Themen veröffentlicht.
2014 wurde Wiessner in die National Academy of Sciences gewählt. 1983 war Wiessner Mitorganisatorin der Nachfolgeveranstaltung von Man the Hunter, CHAGS 3, in Bad Homburg.